# Leg End
Leg End is een album uit 1973 van de Britse progressieve rock-band Henry Cow. Het is het debuutalbum van de band.
De titel is een woordgrap, Leg End (einde van het been) of Legend (legende). In het verlengde hiervan moet ook de afbeelding op de hoes gezien worden. Dit album is het eerste van de drie sok-albums van Henry Cow.

## Tracks
1. "Nirvana For Mice" 4:53 (Fred Frith)
2. "Amygdala" 6:47 (Tim Hodgkinson)
3. "Teenbeat Introduction" 4:32 (Henry Cow)
4. "Teenbeat" 6:57 (Fred Frith/John Greaves)
5. "Nirvana Reprise" 1:11 (Fred Frith)
6. "Extract From 'With The Yellow Half-Moon And Blue Star'" 2:26 (Fred Frith)
7. "Teenbeat Reprise" 5:07 (Fred Frith)
8. "The Tenth Chaffinch" 6:06 (Henry Cow)
9. "Nine Funerals Of The Citizen King" 5:24 (Tim Hodgkinson)

Bij de heruitgave op CD is er een bonustrack, een opname uit 1973, toegevoegd.
1. "Bellycan" 3:19 (Henry Cow)

## Bezetting
- Fred Frith: gitaar, viool, altviool, piano, zang
- Tim Hodgkinson: orgel, piano, zang
- John Greaves: basgitaar, piano, zang
- Chris Cutler: drums, percussie
- Geoff Leigh: saxofoon, dwarsfluit, blokfluit, zang

Met als gastzangeressen: Sarah Greaves, Maggie Thomas, Cathy Williams